# Ones and Sixes
Ones and Sixes — одиннадцатый студийный альбом американской инди-рок-группы Low. Он был выпущен 11 сентября 2015 года на лейбле Sub Pop и спродюсирован группой совместно с инженером Би Джей Бертоном в студии Джастина Вернона April Base Studios в Иу Клэр, штат Висконсин. Sub Pop выпустил промо-видео на песню «No Comprende» до выхода альбома, 23 июня 2015 года. В альбоме также принял участие барабанщик Wilco Гленн Котче. Обложку альбома создал художник Питер Ливерсидж. Тексты песен альбома были номинированы на премию AML Awards.
Альбом получил положительные отзывы от современных музыкальных критиков. Согласно агрегатору рецензий Metacritic, Ones and Sixes получил «всеобщее признание».

## Композиция
В музыкальном плане изменения стали очевидны для критиков, рецензировавших Ones and Sixes, и в целом получили положительные оценки. Если на предшествующем альбоме The Invisible Way продюсерскими обязанностями занимался Джефф Твиди из Wilco, то на Ones and Sixes впервые вместе с Лоу продюсировал соратник Bon Iver Би Джей Бертон. В дальнейшем он продюсировал их альбомы Double Negative и Hey What.
Смена технического персонала привела к тому, что звучание трио стало «толкаться, тянуться и выкручиваться из формы с разрушительным эффектом», «устанавливая баланс между их величественной, медленно движущейся меланхолией и более жестким экспериментальным шумом».

## Отзывы
| Совокупная оценка | Совокупная оценка |
| Источник          | Оценка            |
| ----------------- | ----------------- |
| AnyDecentMusic?   | 7.6/10            |
| Metacritic        | 78/100            |
| Оценки критиков   |                   |
| Источник          | Оценка            |
| AllMusic          | [ 10 ]            |
| The A.V. Club     | B                 |
| The Guardian      | [ 1 ]             |
| Mojo              | [ 12 ]            |
| NME               | 7/10              |
| The Observer      | [ 14 ]            |
| Pitchfork         | 7.8/10            |
| Q                 | [ 16 ]            |
| Rolling Stone     | [ 17 ]            |
| Spin              | 8/10              |

Альбом получил в целом положительные отзывы от современных музыкальных критиков. Согласно агрегатору рецензий Metacritic, Ones and Sixes получил «всеобщее признание», основываясь на средневзвешенной оценке 78 из 100 из нескольких оценок критиков.

## Список композиций
Слова и музыка всех песен — Low.
| №   | Название              | Длительность |
| --- | --------------------- | ------------ |
| 1.  | «Gentle»              | 5:06         |
| 2.  | «No Comprende»        | 4:59         |
| 3.  | «Spanish Translation» | 4:17         |
| 4.  | «Congregation»        | 3:51         |
| 5.  | «No End»              | 2:49         |
| 6.  | «Into You»            | 3:57         |
| 7.  | «What Part of Me»     | 3:08         |
| 8.  | «The Innocents»       | 4:22         |
| 9.  | «Kid in the Corner»   | 4:32         |
| 10. | «Lies»                | 4:15         |
| 11. | «Landslide»           | 9:50         |
| 12. | «DJ»                  | 5:56         |

## Чарты
| Чарт (2015)                      | Высшая позиция |
| -------------------------------- | -------------- |
| Бельгия/Фландрия (Ultratop)      | 60             |
| Бельгия/Валлония (Ultratop)      | 65             |
| Нидерланды (Album Top 100)       | 34             |
| Франция (SNEP)                   | 115            |
| Ирландия (IRMA)                  | 45             |
| Великобритания (UK Albums Chart) | 35             |
| США (Billboard 200)              | 158            |